# Teje (żona Ramzesa III)
Teje – żona faraona Ramzesa III, matka jego synów Pentawera i Ramzesa VIII, znana z udziału w słynnym spisku haremowym mającym na celu zrzucenie z tronu jej męża i wyniesienie nań syna.
Teje jest znana z Prawodawczego Papirusu Turyńskiego, w którym opisano spisek haremowy jaki zawiązała przeciwko Ramzesowi, wraz z kilkoma wysoko postawionymi dostojnikami i kapłanami z otoczenia faraona. Spiskowcy planowali zabójstwo króla, zastąpienie go synem Teje, Pentawerem i usunięcie prawowitego następcy Ramzesa IV, który był synem jednej z głównych żon króla, Titi. Spiskowcy zostali jednak pojmani i po pokazowym procesie kilkoro z nich, w tym Pentawer, popełniło samobójstwo. Nie wiadomo jednak co się stało z Teje. Mumia Ramzesa III nosi ślady skrytobójstwa, w tym odkryto cięcie wzdłuż gardła, jednakże po jego śmierci tron odziedziczył po nim następca tronu, Ramzes.